# Ayahuasca

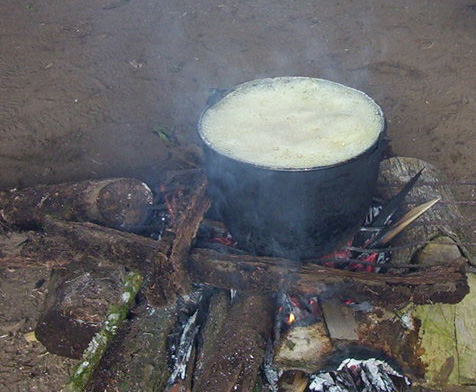
Prepararea ayahuasca în provincia Loreto din Peru

Ayahuasca este o băutură cu proprietăți enteogene originară din America de Sud, fiind preparată în principal prin fierberea speciilor vegetale Banisteriopsis caapi și Psychotria viridis. În occident, unele preparate similare conțin doar compușii activi din băutură, mai exact N,N-dimetiltriptamina și un inhibitor de monoaminoxidază (IMAO), precum izocarboxazida.
Ayahuasca este utilizată în medicina tradițională spirituală în ceremoniile triburilor indigene din regiunea bazinului fluviului Amazon.